# الديمة (السدة)

تعديل مصدري - تعديل

الديمة هي إحدى قرى عزلة بني الحارث بمديرية السدة التابعة لمحافظة إب، بلغ تعداد سكانها 177 نسمة حسب تعداد اليمن لعام 2004.